# Gustaf Eklundh

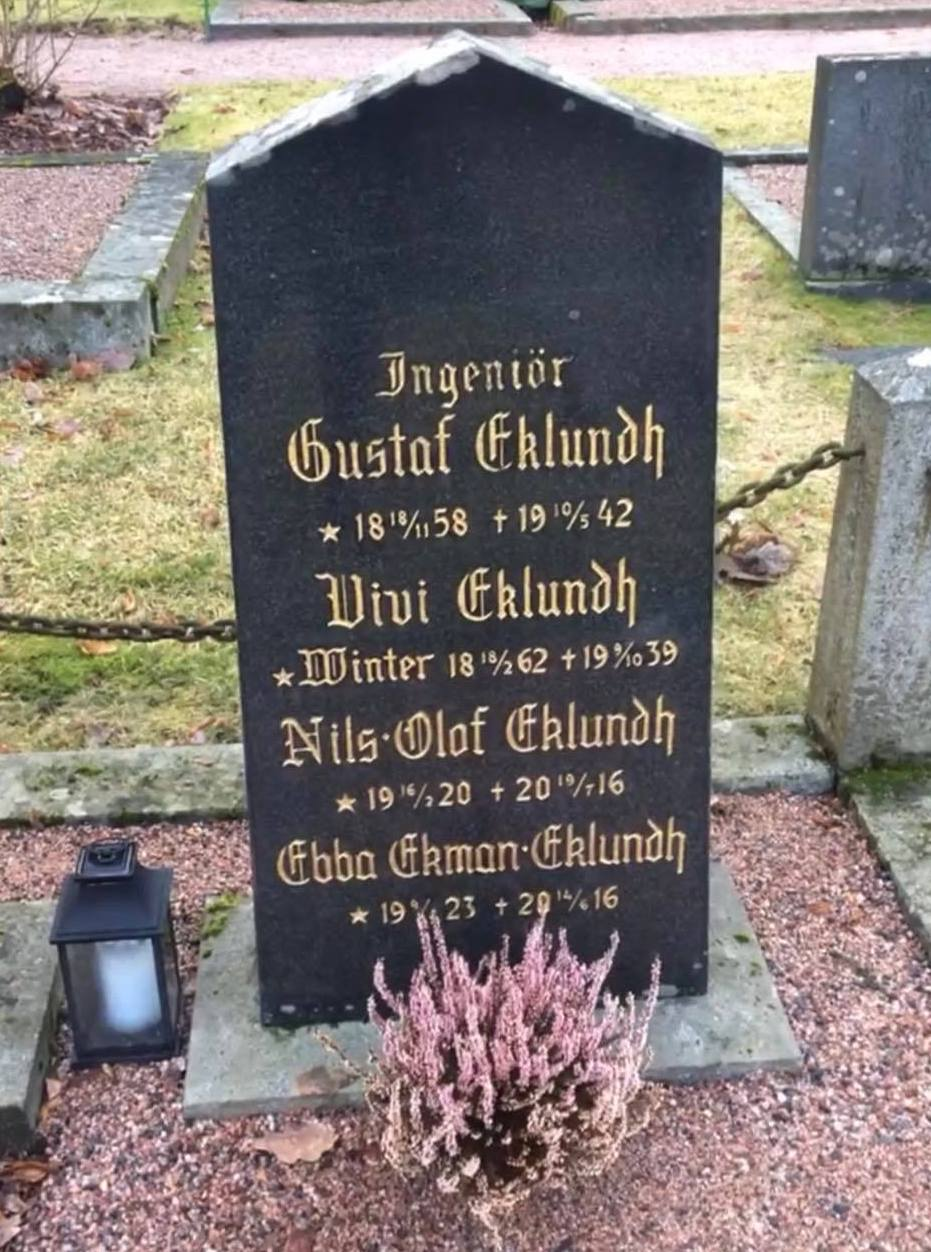
Gustaf Ekundhs gravsten vid Esbo domkyrka

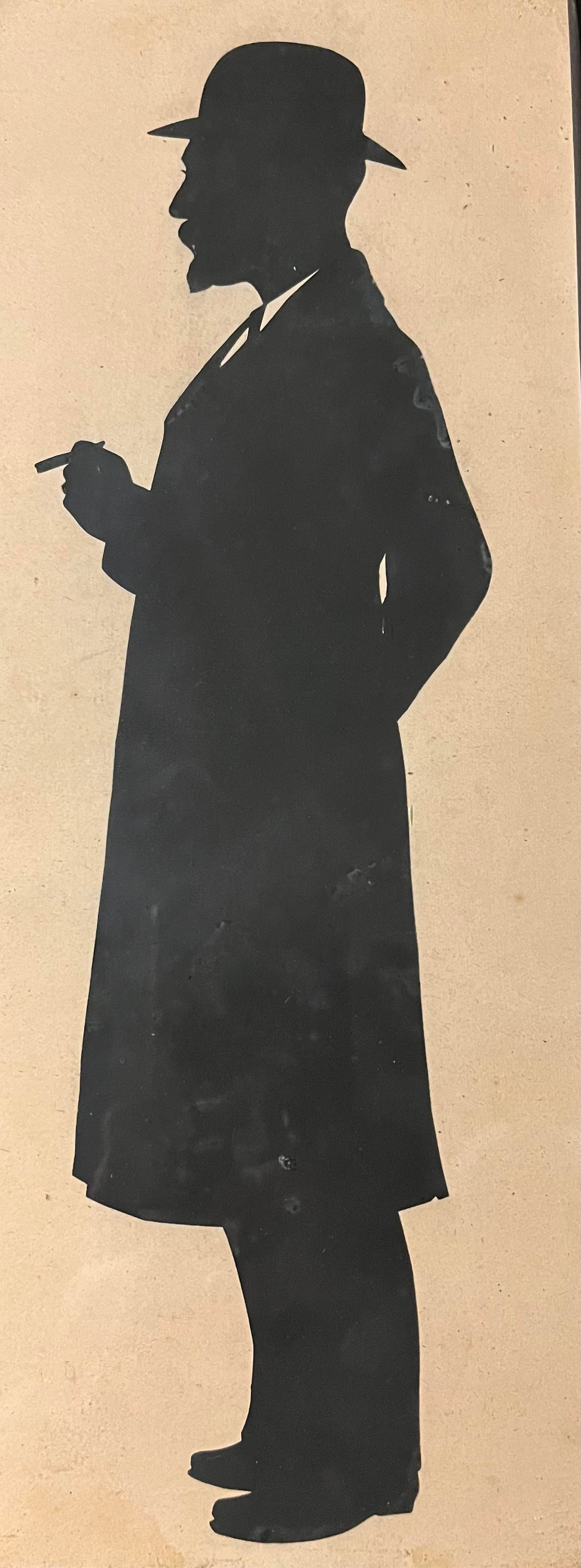
Silhuett av Gustaf Eklundh år 1911 i Rumänien

Gustaf Voldemar Eklundh, född 18 november 1858 i Fellingsbro socken, död 16 maj 1942 i Helsingfors, var en svensk-finsk företagsledare.
Gustaf Eklundh var son till bruksägaren Lars Petter Eklundh. Efter ingenjörsexamen vid Chalmerska slöjdskolan 1878 praktiserade han som bruksingenjör, först i Sverige och från 1883 i Puhos i östra Finland. Eklundh anställdes 1889 vid Ludvig Nobels mekaniska verkstad i Sankt Petersburg, där han verkade som konstruktör till 1892. Samma år 1892 överflyttades han till Branobel anläggningar i Baku där han först arbetade som borrchef och sedan 1904–1906 som platschef. Åren 1906–1912 var han ledamot av Nobelkoncernens styrelse i Sankt Petersburg och 1912–1918 var han chef för The Ural Caspian oil co., ett dotterbolag till Royal Dutch Shell. Under Eklundhs ledning utvecklades bolaget till att omfatta väldiga anläggningar med borrfält, kraftverk, pump- och tankanläggningar, transportlinjer med mera.I samband med ryska revolutionen var Eklundh med familj tvungna att fly till sommarstället i Noux i Esbo, Finland. Åren 1918–1942 var han Shells representant i Finland och deltog bland annat i Naftakonferensen i Paris 1922. Eklundh innehade även flera uppdrag rörande oljefrågor för brittiska regeringens räkning. I Esbo bebrukade Eklundh Konungs gård i Noux och innehade även flera förtroendeposter inom kommunen ända till sin död. Gustaf Eklundh med sin finländska maka och kusin Wivi f.Winter ligger begravna invid Esbo domkyrka.
Gustaf och Wivi Eklundh fick åtta barn av vilka fem nådde vuxen ålder. Sonen Lars Eklundh (1885-1943) gick i sin fars fotspår och blev även han ingenjör och arbetade för sin far i Ryssland till 1918 och senare som vd för Orimattila Yllefarbrik Ab och för Ab Finska Stenindustri till sin alltför tidiga död 1943. Lars Eklundh gifte sig 1918 med Kerstin Furuhjelm (1891-1984) om vars liv barnbarnet, skådespelaren Riko Eklundh gjort en uppläsningsserie för Yle Vega  ”Flickan skall uppleva historia” som även finns som bok.